# Camponotus albipes
Camponotus albipes är en myrart som beskrevs av Carlo Emery 1893. Camponotus albipes ingår i släktet hästmyror, och familjen myror. Inga underarter finns listade.